# 1715
سنة 1715 هي سنة بسيطة بدأت بوم الثلاثاء حسب التقويم الغريغوري ويوم السبت حسب التقويم اليولياني الأبطأ بأحد عشر يوما.

## أحداث
- تأسيس مدينة تشليسيتو وتقع حاليا في الأرجنتين.
- 6 فبراير : إسبانيا والبرتغال يوقعان على معاهدة أوترخت.
- لويس الخامس عشر ملك فرنسا يعتلي العرش.

## مواليد
- أحمد الدردير
- كريستيان فورشتيغوت غيلرت
- كوندياك
- يواكيم مطران

## وفيات
- لويس الرابع عشر، ملك فرنسا.
- عائشة مباركة البربوشية، زوج السلطان المغربي إسماعيل بن الشريف.